# Царевококшайский уезд
Царевококшайский уезд — административно-территориальная единица Казанской губернии, существовавшая в 1727—1920 годах. Уездный город — Царевококшайск.

## История
Царевококшайский уезд известен с допетровских времён. В 1708 году уезд был упразднён, а город Царевококшайск отнесён к Казанской губернии. В 1719 году, при разделении губерний на провинции, отнесён к Свияжской провинции. В 1727 году уезд в составе Свияжской провинции был восстановлен. В 1781 году Царевококшайский уезд был официально оформлен в составе Казанского наместничества (с 1796 года вновь Казанская губерния).
17 февраля 1919 года Царевококшайский уезд был переименован в Краснококшайский, а уездный город Царевококшайск — в Краснококшайск.
27 мая 1920 года из Краснококшайского уезда в Арский кантон новообразованной Автономной Татарской ССР были переданы Куллекиминская и Кшловская волости
18 июня 1920 года «Декретом ВЦИК «Об изменении административных границ Вятской, Нижегородской и Автономной Татарской Советской Республики» Краснококшайский уезд в составе города Краснококшайск, Арбанской, Больше-Шигаковской, Вараксинской, Моркинской, Петриковской, Ронгинской, Себеусадской, Сотнурской и Шиньшинской волостей был передан в Вятскую губернию.
4 ноября 1920 года Краснококшайский уезд был передан в новообразованную Марийскую автономную область, где 21 января 1921 года он был преобразован в кантон.

## Административное деление
В 1890 году в состав уезда входило 11 волостей:
| № п/п | Волость            | Волостное правление | Число селений | Население |
| ----- | ------------------ | ------------------- | ------------- | --------- |
| 1     | Арбанская          | с. Арбаны           | 82            | 8931      |
| 2     | Больше-Шигаковская | д. Лушмары          | 31            | 3566      |
| 3     | Вараксинская       | д. Вараксино        | 56            | 12657     |
| 4     | Кулле-Киминская    | д. Куюк             | 20            | 9520      |
| 5     | Кшкловская         | д. Шаши-Спочинок    | 22            | 7980      |
| 6     | Моркинская         | с. Морки            | 73            | 9938      |
| 7     | Петриковская       | д. Выползово        | 64            | 10593     |
| 8     | Ронгинская         | с. Ронга            | 37            | 4172      |
| 9     | Себеусадская       | д. Кумушьял         | 65            | 10899     |
| 10    | Сотнурская         | с. Сотнур           | 33            | 9262      |
| 11    | Шиньшинская        | с. Шиньша           | 39            | 9339      |

В 1913 году в уезде также было 11 волостей.

## Население
По данным переписи 1897 года в уезде проживало 112 631 чел. В том числе марийцы — 54,7 %, русские — 24,0 %, татары — 21,1 %. В уездном городе Царевококшайске проживало 1658 чел.

## Известные уроженцы
- Бабушкин Александр Семёнович (1901—1993) — советский финансист. Заместитель министра финансов Марийской АССР (1943―1966). Кавалер ордена Ленина (1954). Член КПСС с 1954 года.
- Ивайков Пётр Иванович (1906—1976) — советский врач-психоневролог и организатор здравоохранения. Главный врач Пензенской психоневрологической больницы (1950―1963). Основатель психоневрологической службы в Марий Эл: заместитель министра здравоохранения Марийской АССР (1948―1950), главный врач Республиканского психоневрологического диспансера МАССР (1963―1976). Заслуженный врач РСФСР. Участник Великой Отечественной войны и советско-японской войны. Член ВКП(б) с 1943 года.